# Crytek UK
A Crytek UK (korábban Free Radical Design) egy angol videójáték-fejlesztő vállalat volt, amit a Raretől távozó néhány fejlesztő alapított 1999-ben. Jellemzően first-person shooter játékok készítésével foglalkoznak, leginkább a TimeSplitters sorozatról ismertek, amiből konzolokra eddig három rész jelent meg, illetve a 2004-es Second Sight és a 2008-as, PlayStation 3 exkluzív Haze fejlesztését is ők végezték. 2008 decemberére rendkívül rossz anyagi helyzetbe kerültek és több mint 140 dolgozójuktól voltak kénytelenek megválni, 2009 februárjában azonban bejelentették, hogy a Crytek felvásárolja a céget és Crytek UK néven tovább folytatják működésüket. A Crytek UK jó kapcsolatot ápol Nottingham városával, az évente megrendezésre kerülő Gamecity fesztivál egyik fontos támogatója, illetve potenciális munkalehetőséget jelent a Nottingham Trent University végzős diákjai számára. A vállalatot 2014-ben bezárták, az alkalmazottainak jelentős része az újonnan alapított Dambuster Studiosnál talált munkát.

## Történet
A Free Radical Design alapítói a Rare kötelékéből távozó fejlesztők voltak (Név szerint David Doak, Steve Ellis, Karl Hilton, Graeme Norgate és Lee Ray.), akik korábban olyan nagy sikerű játékokon dolgoztak, mint a Nintendo 64 konzolra megjelenő GoldenEye 007 és a Perfect Dark. Miután 1998 vége felé otthagyták a céget, Free Radical Design néven alapították meg önálló vállalkozásukat 1999 áprilisában, majd 2000 őszén került a boltokba első játékuk, a kizárólag PlayStation 2 platformra megjelenő TimeSplitters, ami főleg a pörgős játékmenete és többjátékos módja miatt vált emlékezetessé, illetve az is a figyelem középpontjába helyezte, hogy a GoldenEye 007 fejlesztői dolgoztak a játékon. A folytatás, a TimeSplitters 2 még az előző résznél is nagyobb kritikai sikereket ért el. (A Metacritic oldalán az előd 81 pontjával szemben a folytatás PlayStation 2-re kiadott változata 90-es értékkel büszkélkedhet.)
2008. december 18-án az interneten napvilágot látott hírek szerint a stúdió bezárja kapuit, később pedig megerősítették, hogy az eredetileg náluk dolgozó 185 alkalmazottakból csupán 40-en maradtak, de nem zárnak be teljesen, hanem befektetőket keresnek. 2009. február 3-án a Haze történetéért is felelős Rob Yescombe bejelentette, hogy a Crytek felvásárolja a céget, amit a rákövetkezendő napon közleményben is megerősítettek. 2010-ben Sandiacreből a Nottingham Southreefen található új irodába költöztek. Az 50 millió fontba kerülő befektetés lehetővé teszi, hogy az elkövetkező hónapokban tovább növeljék a vállalat létszámát.

## Játékok
Free Radical Design néven
- TimeSplitters (2000) - PlayStation 2
- TimeSplitters 2 (2002) - PlayStation 2, GameCube, Xbox
- Second Sight (2004) - PlayStation 2, GameCube, Xbox, Windows
- TimeSplitters: Future Perfect (2005) - PlayStation 2, GameCube,  Xbox
- Haze (2008) - PlayStation 3

Crytek UK néven
- Crysis 2 (többjátékos mód) (2011) - PlayStation 3, Xbox 360, Windows[11]
- Crysis 3 (többjátékos mód) (2013) - PlayStation 3, Xbox 360, Windows
- Warface (Xbox 360-átirat) (2014) - Xbox 360, Windows

### Leállított fejlesztések
- Star Wars: Battlefront III[12][13]
- TimeSplitters 4[14]